# Cyrtodactylus badenensis
Espèce
Cyrtodactylus badenensis est une espèce de geckos de la famille des Gekkonidae.

## Répartition
Cette espèce est endémique de la province de Tây Ninh au Viêt Nam.

## Étymologie
Son nom d'espèce, composé de baden et du suffixe latin -ensis, « qui vit dans, qui habite », lui a été donné en référence au lieu de sa découverte : le mont Ba Den.

## Publication originale
- Nguyen, Orlov & Darevsky, 2007 : Descriptions of two New Species of the Genus Cyrtodactylus Gray, 1827 (Squamata: Sauria: Gekkonidae) from Southern Vietnam. Russian Journal of Herpetology, vol. 13, n. 3, p. 215-226.